# Amine Laâlou
Amine Laalou (arabisch أمين لعلو, DMG Amīn Laʿlū; * 13. Mai 1982 in Salé) ist ein ehemaliger marokkanischer Mittelstreckenläufer.

## Werdegang
Zunächst spezialisierte er sich auf die 800-Meter-Strecke und wurde in dieser Disziplin 2001 afrikanischer Vizejugendmeister. Im Erwachsenenbereich schied er bei den Leichtathletik-Weltmeisterschaften 2003 in Paris/Saint-Denis im Vorlauf aus, wurde aber schon im Jahr darauf bei den Hallenweltmeisterschaften in Budapest Vierter. Bei den Olympischen Spielen 2004 in Athen und bei den Weltmeisterschaften 2005 in Helsinki erreichte er das Halbfinale. 2007 wurde er bei den Weltmeisterschaften in Osaka Sechster, und 2008 kam er bei den Olympischen Spielen in Peking erneut bis ins Halbfinale.
Ab der Saison 2009 startete er im 1500-Meter-Lauf. Bei den Weltmeisterschaften in Berlin wurde er über 800 m Zehnter und über 1500 m Fünfter. Einem weiteren fünften Platz über 1500 Meter bei den Hallenweltmeisterschaften 2010 in Doha folgte über dieselbe Distanz der Gewinn der Silbermedaille bei den Afrikameisterschaften in Nairobi.
Amine Laalou wollte zunächst wie sein Vater Basketballer werden, bevor sein Lauftalent entdeckt wurde. Er wurde von Ayoub Mendili trainiert und startete für Olympique Marocain.

### Dopingsperre 2012
Anfang August 2012 wurde ein positiver Dopingbefund Laalous (Furosemid) vom 20. Juli bei der Diamond League in Monaco bekannt und Laalou die Einreise nach Großbritannien zu den Olympischen Spielen 2012 verweigert. Er wurde für zwei Jahre gesperrt.
Ayoub Mendili wurde im Juni 2016 nach einer Kontrolle vom April von der IAAF für alle Tätigkeiten im Sport für acht Jahre gesperrt. Er arbeitet in Marokko als Nachwuchstrainer.

## Persönliche Bestzeiten
- 800 m: 1:43,25 min, 14. Juli 2006, Rom
  - Halle: 1:45,96 min, 20. Februar 2007, Stockholm
- 1500 m: 3:29,53 min, 22. Juli 2010, Monaco
  - Halle: 3:37,03 min, 23. Februar 2012, Stockholm
- 1 Meile: 3:50,22 min, 3. Juli 2010, Eugene